# Charlotte FC
Charlotte FC je americký profesionální fotbalový klub se sídlem ve městě Charlotte v Severní Karolíně. Klub hraje americkou Major League Soccer (MLS) jako člen východní konference ligy. Tým je ve vlastnictví Davida Teppera, kterému byla udělena expanzní franšíza 17. prosince 2019. Začal hrát v sezóně 2022 jako 28. tým této soutěže. Charlotte FC hraje na stadionu Bank of America Stadium, který sdílí s Carolina Panthers z NFL, jenž také vlastní Tepper; kapacita stadionu je pro většinu zápasů snížena na 38 000 diváků. Tým držel rekord MLS v návštěvnosti na jednom zápase s 74 479 diváky (úvodní domácí klání proti LA Galaxy), dne 5. července 2023 byl tento rekord překonán právě týmem LA Galaxy (82 110).